# Виттенхаген
Виттенхаген (нем. Wittenhagen) — община в Германии, в земле Мекленбург-Передняя Померания.
Входит в состав района Северная Передняя Померания. Подчиняется управлению Мильцов. Население составляет 1209 человек (на 31 декабря 2010 года). Занимает площадь 46,92 км².